# Dolfino Ortolan
Adolfo Ortolan, detto Dolfino (Carpenedo, 28 luglio 1929 – Canizzano, 25 aprile 1945), è stato un partigiano italiano.

## Biografia
Figlio di Giacomo e di Maria Mion, incoraggiato dal padre si unì ad una banda di giovanissimi (il più anziano aveva solo 19 anni) che sosteneva la lotta partigiana nella zona di Marcon.
Il nucleo, affiliato al fronte della gioventù, fu sorpreso dalle brigate nere mentre si nascondeva in una casa colonica di Canizzano, alla periferia di Treviso, assieme ad altri partigiani tra cui il padre Giacomo e lo zio Ettore.
Dolfino rimase ferito da alcuni colpi di arma da fuoco, quindi barbaramente finito a bastonate, sorte che toccò anche allo zio e ad altri compagni.

## Onorificenze
Alla madre è stata consegnata la Medaglia d'Argento al Valor militare.